# Tournes

Tournes este o comună în departamentul Ardennes din nordul Franței. În 1 ianuarie 2022 avea o populație de 1.058 de locuitori.